# トヨタ自動車東北
トヨタ自動車東北株式会社（トヨタじどうしゃとうほく、英: TOYOTA MOTOR TOHOKU CORPORATION.）は、かつて存在した宮城県黒川郡大和町に本社を置く自動車部品メーカー。1997年（平成9年）にトヨタ自動車の自動車部品部門の製造会社として設立された。関東自動車工業に吸収合併され、現在はトヨタ自動車東日本株式会社（宮城大和工場）となっている。

## 沿革
以下に沿革を記す。
- 1997年（平成9年）7月1日 - 会社設立。
- 1998年（平成10年）7月6日 - 操業開始。
- 1999年（平成11年）12月14日 - ISO 14001認証を取得。
- 2011年（平成23年）
  - 7月13日 - セントラル自動車、関東自動車工業との経営統合協議を開始する。
  - 10月11日 - 新社名と新社長を内定したと発表する。
- 2012年（平成24年）7月1日 - セントラル自動車とともに関東自動車工業に吸収合併され、解散。